# Monumento a Miguel Servet en Ginebra
El monumento a Miguel Servet en Ginebra se encuentra en el alto de Champel, en Ginebra, (Suiza) en recuerdo de su ejecución en la hoguera en sus proximidades el 27 de octubre de 1553.

## Descripción

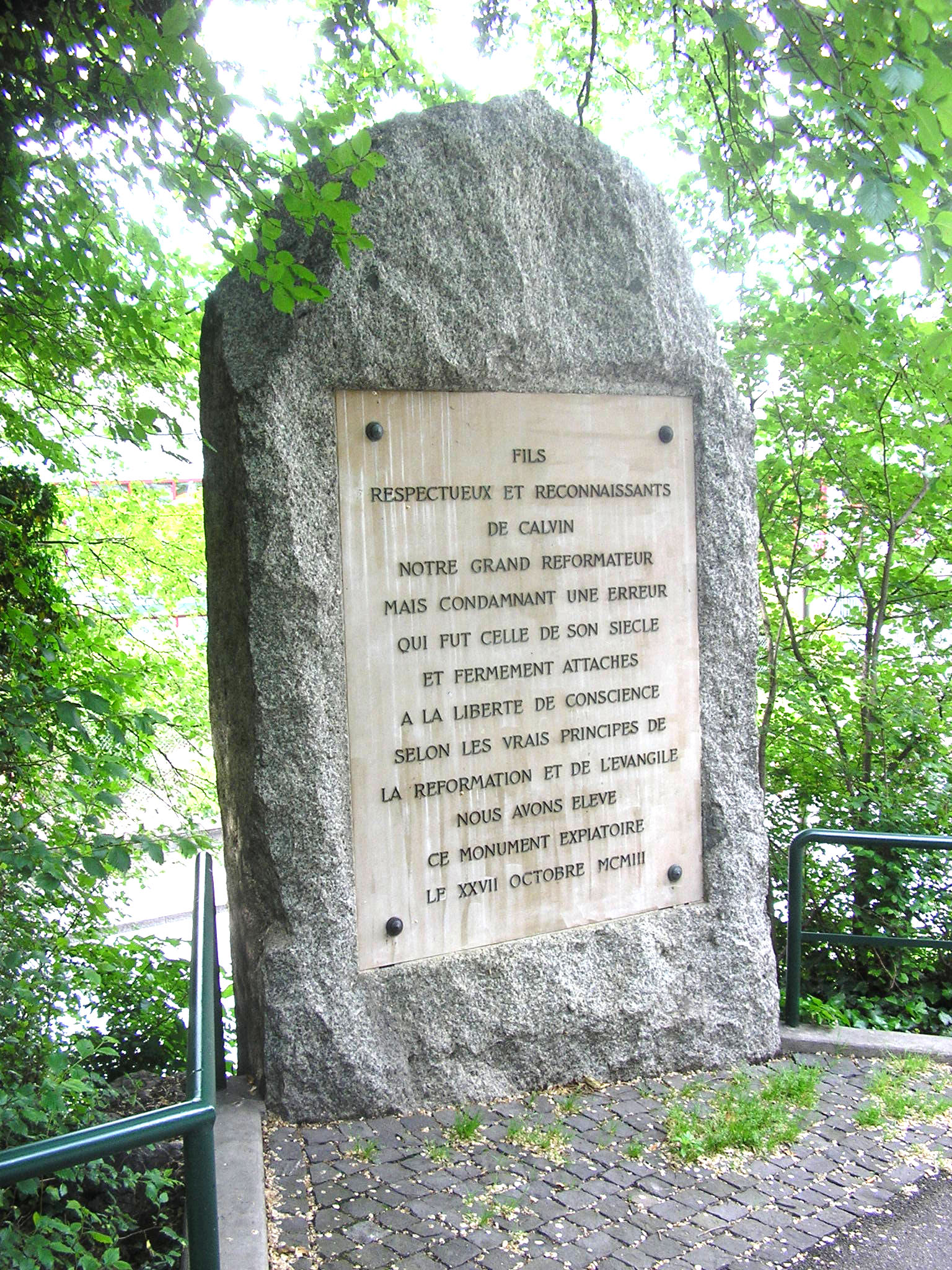
Parte anterior del monolito, 2010

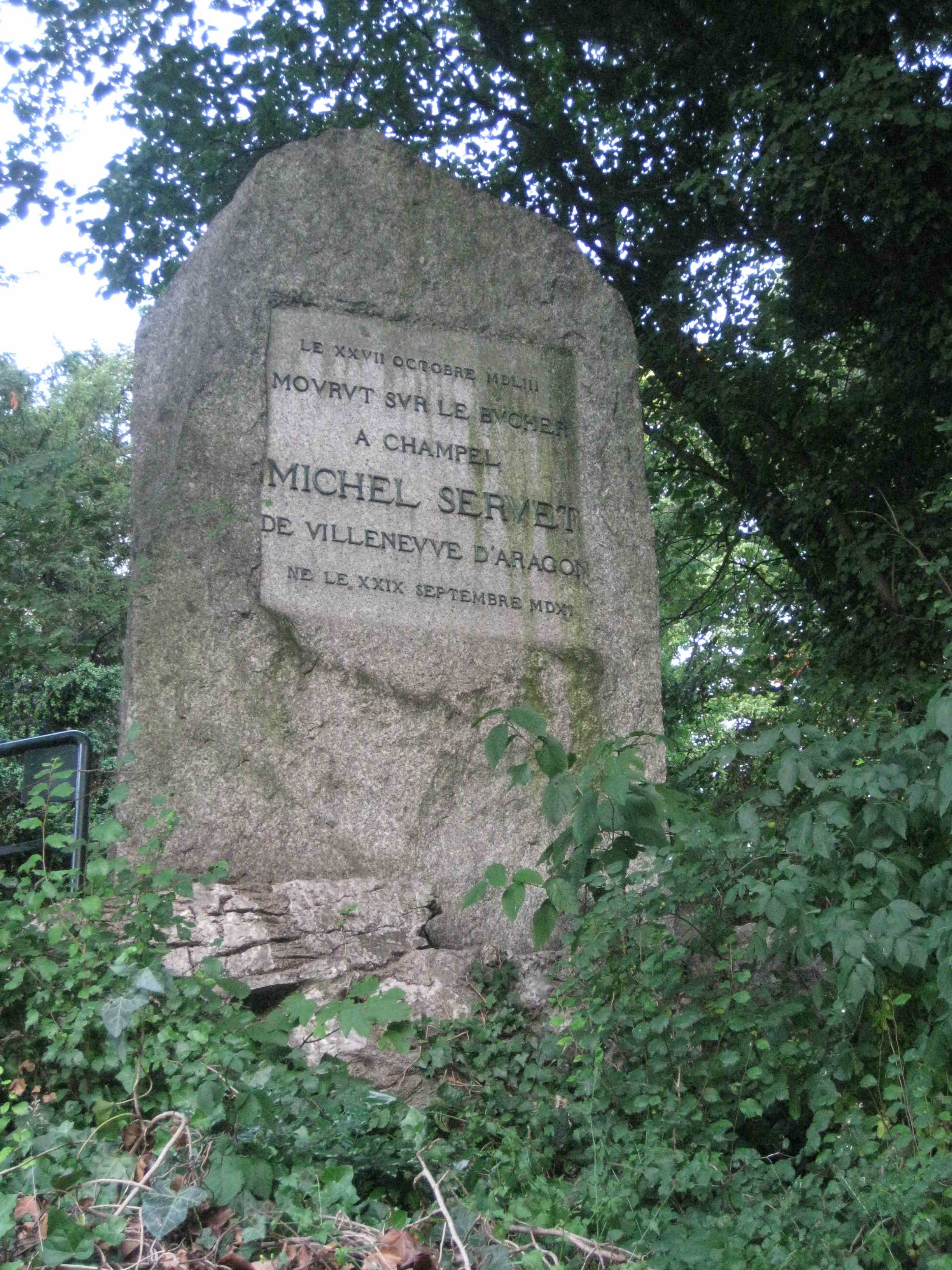
Parte posterior del monolito, 2010

Este monolito, inaugurado el 27 de octubre de 1903 (día del 350.º aniversario de la ejecución de Miguel Servet), se encuentra próximo al lugar donde se situó la hoguera, cerca del encuentro de la avenida de la Roseraie con la avenida de Beau-Séjour, en las proximidades del Hospital Universitario Cantonal de Ginebra y también de la calle que lleva el nombre de Michel Servet. 
En 1902 (entre el 14 y el 18 de septiembre) tuvo lugar en Ginebra un congreso internacional de librepensadores. Con este motivo y a propuesta del español Pompeyo Gener (1848-1919), se decidió construir un monumento en homenaje a Servet en el sitio de su ejecución y se constituyó una comisión internacional con este objetivo.
Sin embargo, los medios reformadores de Ginebra consiguieron modificar el proyecto de manera que sirve más a disculpar a Calvino que a recordar el trágico destino de Servet. La inscripción que se encuentra en la parte delantera del monolito fue redactada por Émile Doumergue, profesor de la Facultad de teología de Montauban y celoso calvinista. Esta inscripción reza como sigue: 
| Fils respectueux et reconnaissants de Calvin notre grand réformateur mais condamnant une erreur qui fut celle de son siècle et fermement attachés à la liberté de conscience selon les vrais principes de la Réformation et de l'Évangile nous avons élevé ce monument expiatoire le XXVII octobre MCMIII | Hijos respetuosos y reconocedores de Calvino, nuestro gran reformador, pero condenando un error, que fue el de su siglo, y firmemente apegados a la libertad de conciencia según los verdaderos principios de la Reforma y del Evangelio, hemos erigido este monumento expiatorio el XXVII de octubre de 1903 |

En la parte posterior del monolito, visible únicamente desde la otra calle de la Roseraie, y por tanto mucho más lejanamente, se encuentra este otro texto:
| Le XXVII octobre MDLIII mourut sur le bucher à Champel Michel Servet de Villeneuve d'Aragon né le XXIX septembre MDXI | El 27 de octubre de 1553 murió en la hoguera en Champel Michel Servet de Villanueva de Aragón nacido el 29 de septiembre de 1511 |

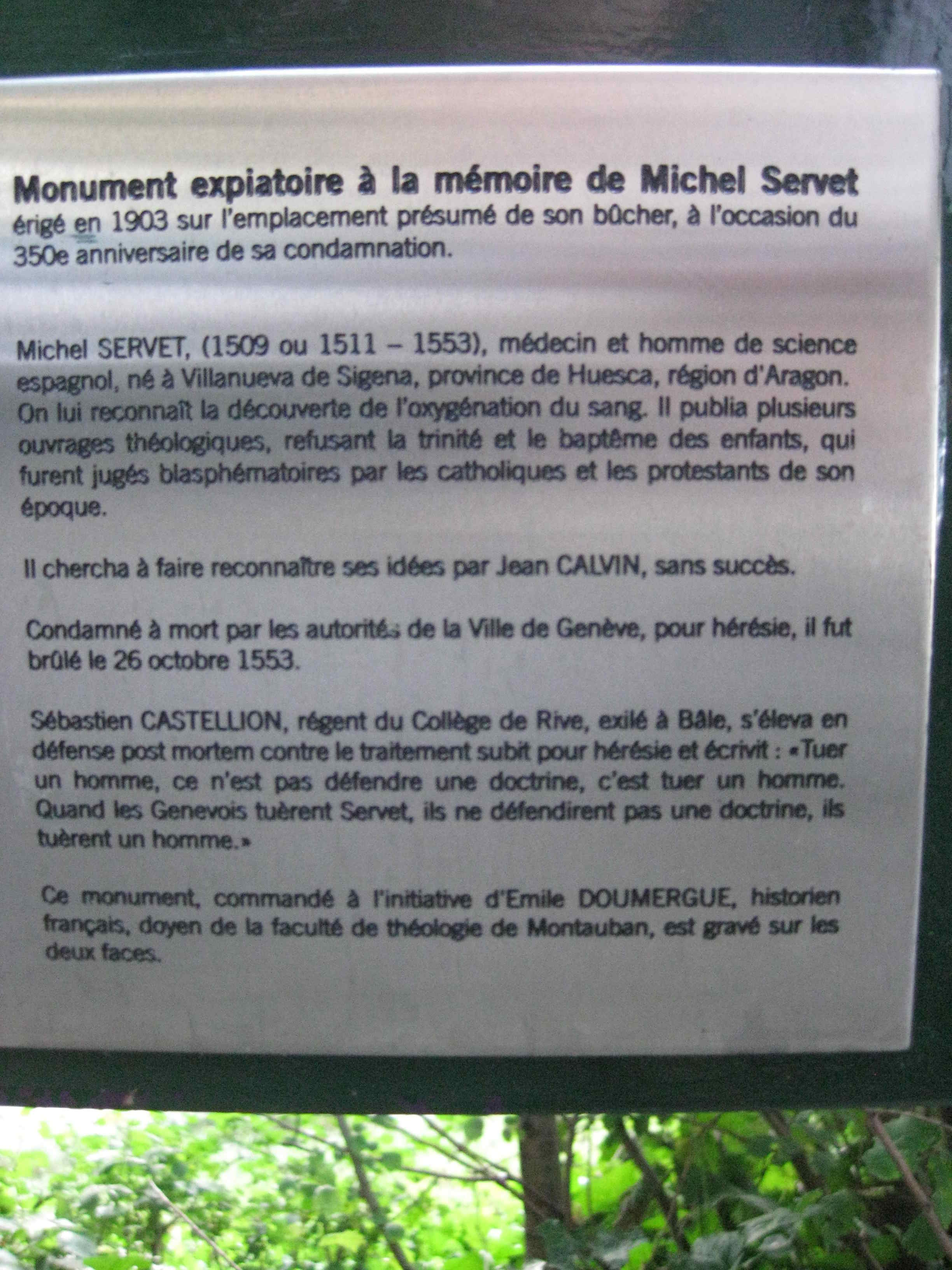
Nota explicativa al pie del monolito, 2010.

Al pie de la parte anterior del monolito se encuentra otro texto, una pequeña nota explicativa, de contenido más largo y de inclusión posiblemente mucho más moderna. Esta nota contiene los siguientes elementos informativos: 1) el origen del monumento: el 350 aniversario de la ejecución de Miguel Servet y el motivo de la elección del lugar, 2) una breve semblanza de la biografía de Servet, incluyendo su descubrimiento sobre la oxigenación de la sangre, sus ideas teológicas y su condena a muerte en Ginebra, 3) el famoso texto de Sebastián Castellón en defensa, aunque póstuma, de Servet, (Matar a un hombre no es salvar a una doctrina, es matar a un hombre) 4) el que el monumento se erigió a iniciativa de Emile Doumergue y 5) que contiene inscripciones por las dos caras (lo cual no es fácil de apreciar por el visitante, ya que solamente una cara da sobre la acera desde la que se puede ver el monolito).

## Estatua añadida en 2011
El 3 de octubre de 2011, en conmemoración del 500 aniversario del nacimiento de Miguel Servet, la ciudad de Ginebra instaló una estatua de Miguel Servet al lado de esta estela, en una ceremonia presidida por el edil Rémy Pagani. La estatua es una copia de la creada por Clotilde Roch e instalada en Annemasse (Francia), cerca de Ginebra. (Statue of Michel Servet (Michael Servetus) in Annemasse.jpg), de la cual existen otras copias en otros lugares también.

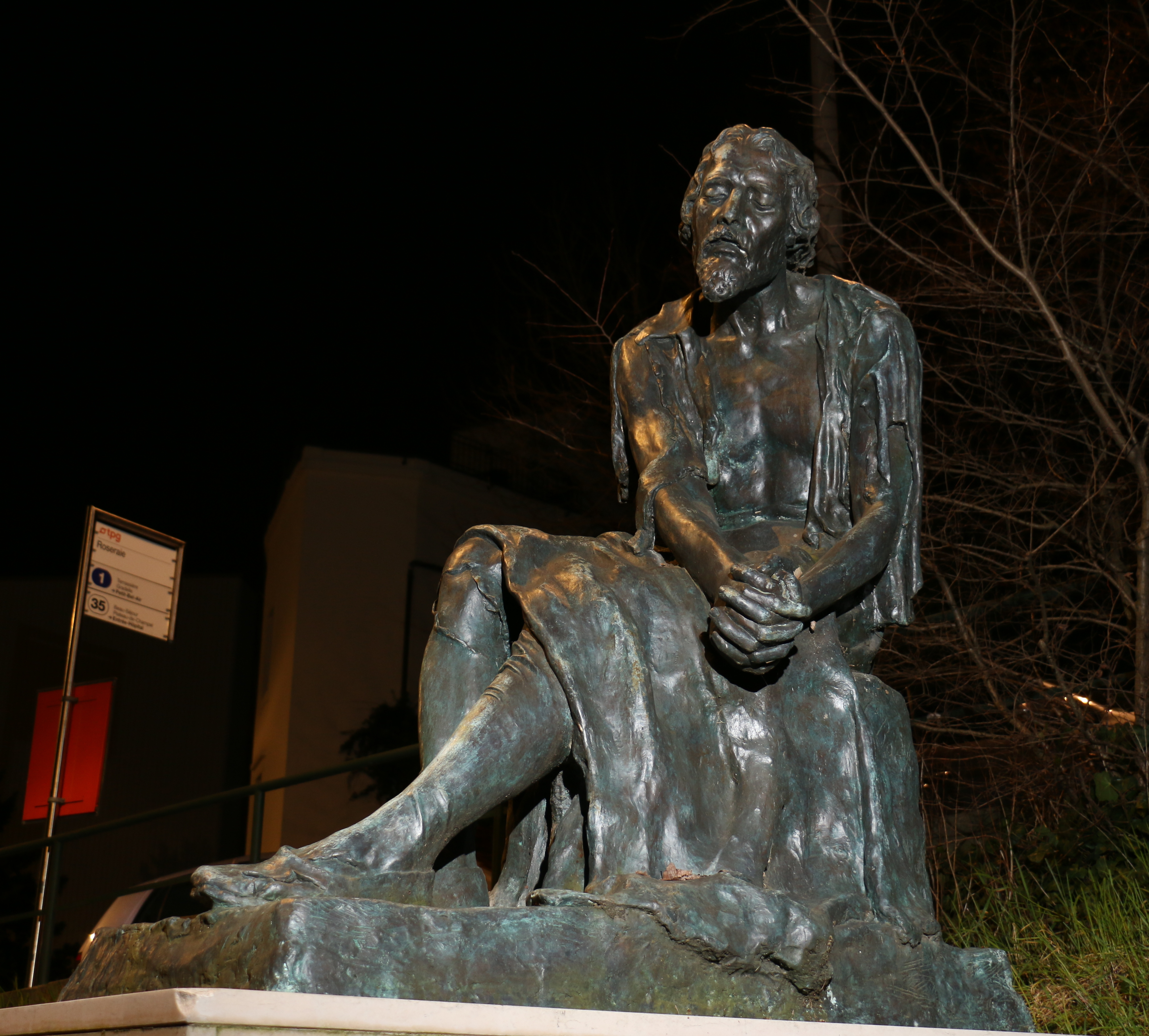
Escultura añadida en 2011.